# جرولد رابرتشاو
جرولد رابرتشاو (انگلیسی: Jerrold Robertshaw؛ ۲۸ مارس ۱۸۶۶ - ۱۴ فوریه ۱۹۴۱) یک هنرپیشه بود.
وی بازیگر فیلم‌هایی همچون دن کیشوت بوده است.